# Kei no Seishun
Kei no Seishun (ケイの凄春?,  Kei no Seishun) è un manga seinen di genere Gekiga ideato dallo scrittore Kazuo Koike e dal disegnatore Gōseki Kojima. La serializzazione dell'opera, composta da 69 capitoli, è iniziata nel marzo 1978 sulla rivista giapponese Manga Action e si è conclusa nel dicembre 1980, per poi essere raccolta in 14 volumi tankōbon.

## Trama
Kei no Seishun descrive il lungo e doloroso viaggio che Keiichirō Akashi, un giovane ronin esperto nelle arti di combattimento natatorio della scuola Suifu, intraprende alla ricerca della scomparsa promessa sposa, Karen Kuroki. In compagnia del corvo ammaestrato chiamato Yokutarō, Kei attraversa paesaggi urbani e rurali nel Giappone del tardo periodo Edo, incontrando un catalogo variegato di personaggi e situazioni.